# Marcin Wrona
Marcin Wrona 25 de març de 1973 – 19 de setembre de 2015) va ser un director de cinema polonès. La seva pel·lícula Demon fou projectada al Festival Internacional de Cinema de Toronto de 2015. Va devutar en el TIFF el 2010, amb Chrzest, i també va ser director de la sèrie de televisió polonesa Lekarze.
Wrona es va suïcidar penjant-se a l'habitació d'un hotel el 19 de setembre de 2015 a Gdynia, mentre era a un festival de cinema. La pel·lícula Demon s'havia mostrat anteriorment a Toronto i es va mostrar a Gdynia.

## Filmografia
- Przeprowadzki (2000–2001), col·laboració director
- Człowiek Magnes (2001), director, guionista
- Przedwiośnie (2001), assistent de direcció
- Przedwiośnie (2002), assistent de direcció
- Moja krew (2009), director, guionista
- Chrzest (2010), director, coproductor
- Ratownicy (2010), director
- Lekarze (2012–2014), director
- Moralność pani Dulskiej, obra de teatre (2013),director, guionista[7]
- Ich czworo, especial de televisió (2015), director, guionista
- Demon (2015), director, guionista
- Rojst, sèrie de televisió (2021),[8]